# Ignaz Walter (Komponist)
Johann Ignaz Walter (auch Waldert) (* 31. August 1755 in Radonitz, Böhmen als Johannes Ignatius Waldert(h); † 22. Februar 1822 in Regensburg) war ein deutscher Opernsänger (Tenor) und Komponist böhmischer Herkunft.

## Leben
Walter war der Sohn des Hutmachermeisters Leopold Waldert und seiner Ehefrau Eva Theresia, geborene Pandl (Pardl). Er debütieren als Sänger 1777 in Prag. Als Tenor wirkte er um 1788 am Mainzer Theater, danach verschlug es ihn nach Norddeutschland, wo er neben Hannover auch das neu gegründete Bremer Theater am Ostertor regelmäßig bespielte.
Seine Karriere als Sänger konnte Walter bald schon vernachlässigen, da er als Komponist schnell gefragter war. Er komponierte rund 20 Opern und etliche Bühnenmusiken, aber auch Kammermusik. Die erste Oper nach Goethes Faust stellte Ignaz Walter am 27. Dezember 1797 in Bremen der Öffentlichkeit vor. Bis 1804 blieb er in Bremen, danach war er musikalischer Leiter des Hoftheaters in Regensburg.

## Werk
Ignaz Walter verarbeitete 1797 als Erster Goethes Tragödie Faust zu einer Oper, teilweise übernahm er auch Textpassagen aus der Vorlage. Die Partitur zu dieser Oper verbrannte 1944, Oliver Rosteck konnte jedoch 2005 eine Abschrift in der Sächsischen Landes- und Universitätsbibliothek Dresden auffindbar machen.

## Werke (Auswahl)
Opern
- Doktor Faustus. Romantische Original-Oper in 4 Akten; 1. Fassung. (Libretto von Heinrich Gottlieb Schmieder)
- Doktor Faustus. Romantische Original-Oper in 4 Akten; 2. Fassung. (Libretto von Christoph Andreas Mämminger)
- Der Graf von Waltron oder die Subordination. Oper in 5 Akten. (Libretto von Johann Baptist Bergopzoomer)
- Löwensteins Geist auf Wanderwegen oder die Teufelsmühle am Wienerberg. Zauber-Oper in 3 Akten. (Libretto von Heinrich Weiner)
- Der Spiegelritter. Oper in 3 Akten. (Libretto von August von Kotzebue)
- Des Teufels Lustschloß. Zauber-Oper in 3 Akten. (Libretto von August von Kotzebue)

Singspiele
- Der ausgeprügelte Teufel. Singspiel in 1 Akt.
- Die böse Frau. Komisches Original-Singspiel in 2 Akten. (Libretto von Karl Alexander Herklots)
- 25.000 Gulden oder im Dunkeln ist nicht gut munkeln. Singspiel in 3 Akten. (zusammen mit Christian Heinrich Spieß)
- Der Kaufmann von Smyrna. Singspiel in 1 Akt. (Libretto von Christian Friedrich Schwan)
- Peter, du bleibst oder Der Hausfreund auf dem Lande. Singspiel in 1 Akt.
- Der Trank der Unsterblichkeit. Singspiel in 4 Akten. (Christian August Vulpius)